# Юрьевская (Верхопаденьгское сельское поселение)
Юрьевская — нежилая деревня в Шенкурском районе Архангельской области. Входит в состав муниципального образования «Верхопаденьгское».

## География
Деревня расположена в южной части Архангельской области, в таёжной зоне, в пределах северной части Русской равнины, в 75 километрах на юг от города Шенкурска, на обоих берегах реки Паденьга, притока Ваги. Ближайшие населённые пункты: на северо-западе деревни Погорельская и Подсосенная, на юге деревня Архангельская.
Часовой пояс
Юрьевская, как и вся Архангельская область, находится в часовой зоне МСК (московское время). Смещение применяемого времени относительно UTC составляет +3:00.

## Население
| 2002 | 2010 | 2012 |
| ---- | ---- | ---- |
| 0    | →0   | →0   |

## История
В «Списке населенных мест Архангельской губернии к 1905 году» поселение указано как два населённых пункта: Антушево насчитывющее 6 дворов, 25 мужчин и 22 женщины и Подволочье с 8 дворами, 25 жителями мужского пола и 30 женского.  В административном отношении деревни входили в состав Паденгского сельского общества Устьпаденгской волости.
В марте 1918 года Остахинская волость выделилась из состава Паденгской и деревня Юрьевская(Антушево и Подволочье) оказалась в составе новой Остахинской волости. На 1 мая 1922 года в поселении 22 двора, 42 мужчины и 72 женщины.